# NGC 2471
NGC 2471 је двојна звезда у сазвежђу Рис која се налази на NGC листи објеката дубоког неба.
Деклинација објекта је + 56° 46' 32" а ректасцензија 7h 58m 33,2s. Привидна величина (магнитуда) објекта NGC 2471 износи 12,9.